# Erik Blücher (konstnär)
Oskar Erik Blücher, född 3 april 1903 i Stockholm, död 13 januari 1992, var en svensk skulptör och målare. Han var far till Gösta Blücher.
Blücher studerade vid Tekniska skolan och vid Berggrens målarskola och Blombergs målarskola i Stockholm samt en tid i Paris och under flera studieresor runt om i Europa. Han utförde offentliga utsmyckningar i Stockholm, Bromma, Hofors och Nacka samt för Statliga kulturnämnden. Han medverkade i ett flertal utställningar i Stockholm och på landsorten. Hans konst består av romantiska fjällmotiv, gatupartier och porträtt oftast i pastell.